# Johann Friedrich Krigar
Johann Friedrich Krigar (auch Heinrich Friedrich Krigar; * 21. November 1774 in Kreuzburgerhütte; † 1. April 1852 in Berlin) war ein deutscher Ingenieur und der erste deutsche Lokomotivbauer.

Johann Friedrich Krigar

## Leben
1804 wurde der Sohn eines Hochofen- und Formermeisters vom Minister Graf Reden als Gründer und Leiter der Königlichen Eisengießerei vor dem Oranienburger Tor nach Berlin gerufen.
Er war ein Königlich Preußischer Beamter in der Funktion eines Hütteninspektors und -faktors der Königlichen Eisengießerei Preußens. Auf Staatskosten unternahm er mehrfach Studienreisen in verschiedene Länder zur Förderung der heimischen Wirtschaft, so etwa um 1805 oder 1806 als Assessor gemeinsam mit dem damaligen Fabrikanten-Kommissar Heinrich Weber (1771–1831) und dem Architekten Frank in die Niederlande und nach Belgien zwecks Besichtigung der in der in Seraing gelegenen Fabriken der Gebrüder Cockerill, die damals auch eine Dependance in Berlin betrieben.
1814 reiste Krigar – wiederum in Begleitung von Weber – nach England, 1815 dann erneut, als Hütteninspektor und gemeinsam mit dem Oberbergrat Eckardt, um die Anwendungsmöglichkeiten von Dampfmaschinen für den Verkehr zu untersuchen. Dort studierte er genau die vier Lokomotiven der Middleton Colliery in Leeds, die 1812–1814 von Blenkinsop gebaut worden waren. Nachdem Krigar die Entwicklung des britischen Eisenbahnwesens studiert hatte, konstruierte er in den Jahren von 1815 bis 1816 in Berlin die erste Lokomotive in Deutschland, die dann bei der Grubenförderung im Saarland zum Einsatz kam.

Krigar fertigte nach diesem Vorbild die erste Lokomotive auf dem Europäischen Festland, welche im Juni 1816 ihre ersten Fahrten auf dem Betriebsgelände in Berlin unternahm. Dabei konnten interessierte Schaulustige gegen Entgelt in angehängten Wagen mitfahren, weshalb es sich streng genommen auch um den ersten Personenverkehr mit einer Dampflokomotive in Deutschland handelte. Das Fahrzeug war für die Königshütte in Oberschlesien bestimmt, konnte aber dort nicht eingesetzt werden, weil die Spurweite der Lokomotive zu klein war und sich die Zylinder als zu schwach erwiesen. Die Lok wurde zwar noch umgebaut, kam aber dennoch nicht zum Einsatz.

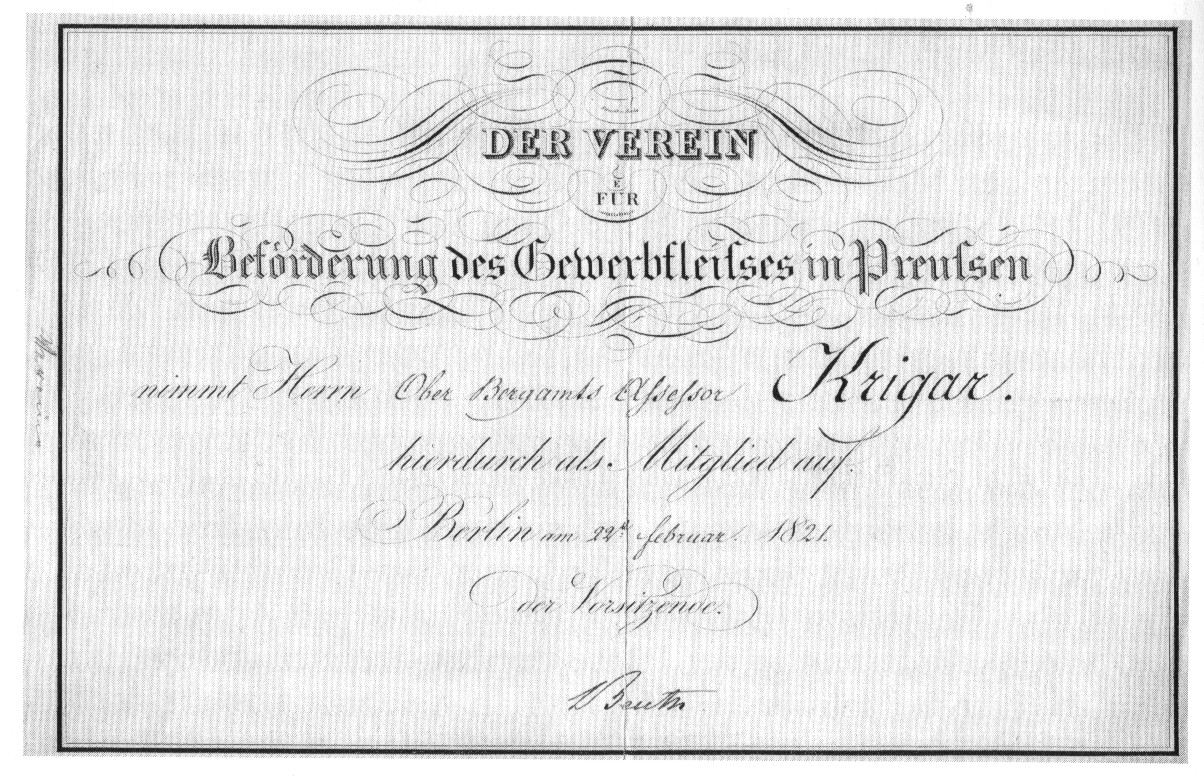
Mitgliedskarte für den „Ober Bergamts Assessor Krigar“ im Verein zur Beförderung des Gewerbefleißes in Preußen, unterzeichnet am 22. Februar 1821 von Peter Beuth

Eine zweite, größere Lok nach dem gleichen Vorbild wurde 1818 ausgeliefert. Sie traf 1819 in Geislautern bei Völklingen/Saar bei einer Grubenbahn ein und konnte erst nach etlichen Ausbesserungen im Oktober 1821 die ersten Fahrten absolvieren. Auch diese Lokomotive kam nicht in den regelmäßigen Einsatz; wohl, weil einfach das technische Verständnis fehlte. Sie wurde in Geislautern neben dem Amtshaus abgestellt und 1836 als Altmetall verkauft.
Krigar wurde später Oberbergrat. Er war Mitglied der Berliner Freimaurerloge Pilgram und verstarb am 1. April 1852 im Haus Marienstraße 22 (früher Marienstraße 15) in Berlin.
Der Musiker Hermann Krigar war sein Sohn.